# Rubanier nain
Sparganium natans
Espèce
Classification APG III (2009)
Statut de conservation UICN

 LC  : Préoccupation mineure
Sparganium natans, de nom commun Rubanier nain, est une plante de la famille des spargianacées.

## Taxonomie
Synonymes :
- Sparganium minimum Wallr.

## Description
Ce rubanier est très petit, comme l'indique son nom. Ses feuilles très nombreuses forment souvent un tapis, ce qui aide à le repérer dans les mares peu profondes. La floraison a lieu de juin à août.

## Habitat
La plante aime les milieux humides. Elle pousse jusqu'à une altitude de 1300 m.

## Répartition
Le rubanier nain est originaire de l'Europe ; on le rencontre principalement dans le nord, le centre et l'est de la France.
En France, il est considéré comme espèce en danger critique dans certaines régions, notamment en Alsace.